# Bienal de Praga
Bienal de Praga (Prague Biennale) es una exposición internacional de las artes celebrada cada 2 años en la ciudad de Praga, República Checa.
En 2001, el italiano Giancarlo Politi importante comisario de arte, director del Trevi Flash Art Museum (Treviso, Italia) y fundador de la revista de arte Flash Art Magazine (la publicación internacional sobre arte contemporáneo más importante del mundo) decidió organizar una bienal internacional de arte. La primera opción fue Tirana, aunque debido a algunos problemas institucionales, se optó por la ciudad checa de Praga. La iniciativa se convirtió en un gran éxito y después de la bienal celebrada en Tirana, Giancarlo Politi y Helena Kontova inauguraron la Bienal de Praga en julio de 2003 y posteriormente su segunda edición en mayo de 2005. 
Prague Biennale está también constituida como fundación. 

## Prague Biennale 1
En su primera edición realizada entre el 26 de junio y el 24 de agosto de 2003 en la National Gallery / Veletrzni Palac de Praga y subtitulada Peripheries become the center (Las periferias se convierten en el centro)
participaron artistas como Eberhart Havekost, Robert Lucander, Manu Muniategui, Karel Funk, Mimmo Paladino o Alfonso Cuarón, entre muchos otros.

## Prague Biennale 2
Después del éxito de la primera, en su segunda edición realizada entre el 26 de mayo y el 15 de septiembre de 2005 en el Karlin Hall de Praga y subtitulada Expanded Painting - Painting and Around, and Acción Directa, art as political action (Pintura expandida - pintura y alrededores, y Acción directa, el arte como acción política) participaron destacados artistas de la escena internacional como Damien Hirst, Maurizio Cattelan, Neo Rauch, Juan Francisco Casas o Victor Vasarely, entre muchos otros.

## Prague Biennale 3
La tercera edición ha tenido lugar entre el 24 de mayo y el 16 de septiembre de 2007 bajo el título de Glocal & Outsiders contando con la participación de Marina Abramović, Vanessa Beecroft y Shirin Neshat entre otros.

## Prague Biennale 4
La quarta edición ha tenido lugar entre el 14 de mayo y el 26 de julio de 2009 en Karlin Hall. Entre los artistas que han particido hay Miltos Manetas, Manfredi Beninati, Qin Chung, Xue Jun y los mexicanos Daniel Guzmán y Luis Felipe Ortega.